# Elaphria trientiplaga
Elaphria trientiplaga är en fjärilsart som beskrevs av Walker 1858. Elaphria trientiplaga ingår i släktet Elaphria och familjen nattflyn. Inga underarter finns listade i Catalogue of Life.